# Hookeria regnellii
Hookeria regnellii là một loài Rêu trong họ Hookeriaceae. Loài này được Müll. Hal. ex Ångstr. mô tả khoa học đầu tiên năm 1876.